# Pavel Padrnos
Pavel Padrnos (Třebíč, 17 de desembre de 1970) és un ciclista txec, professional entre 1996 i 2007. Un cop retirat, ha dirigit diferents equips.
El seu nom va aparèixer en el cas de dopatge conegut com a Blitz de Giro del 2001, però el 2005 va ser absolt.

## Palmarès
- 1990
  - Vencedor d'una etapa al Gran Premi Guillem Tell
- 1993
  - Vencedor d'una etapa a la Cursa de la Pau
- 1994
  - 1r al Tour de Bohèmia
  - 1r a la Volta a Baviera
  - 1r a la Volta a Hessen
  - Vencedor d'una etapa a la Cursa de la Pau
- 1995
  - 1r a la Cursa de la Pau i vencedor de 3 etapes
  - 1r a la Volta a Hessen
  - 1r a la Volta a la Baixa Saxònia i vencedor d'una etapa
- 1996
  - Vencedor de 2 etapes de la Volta a Eslovàquia

### Resultats al Tour de França
- 1997. Abandona
- 1999. Abandona
- 2000. 85è de la classificació general
- 2002. 69è de la classificació general
- 2003. 102è de la classificació general
- 2004. 79è de la classificació general
- 2005. 95è de la classificació general
- 2006. 65è de la classificació general

### Resultats al Giro d'Itàlia
- 1997. 45è de la classificació general
- 1998. 36è de la classificació general
- 1999. 18è de la classificació general
- 2000. 26è de la classificació general
- 2001. 38è de la classificació general
- 2005. 60è de la classificació general
- 2006. 67è de la classificació general
- 2007. 73è de la classificació general

### Resultats a la Volta a Espanya
- 1998. Abandona
- 2001. Abandona